# Jerry Lawson
Gerald Anderson Lawson, detto Jerry (Brooklyn, 1º dicembre 1940 – Santa Clara, 9 aprile 2011), è stato un ingegnere e informatico statunitense 
noto per il suo lavoro nella progettazione e programmazione della console per videogiochi Fairchild Channel F (1976) e per aver guidato il team che ha fatto da apripista ai videogiochi a cartuccia.
Venne definito nel 1982 dalla rivista Black Enterprise il "padre della cartuccia dei videogiochi".

## Biografia

### Infanzia e formazione
Jerry nacque a Brooklyn il 1 dicembre 1940, da Mannings, impiegata al municipio di New York, e Blanton, uno scaricatore di porto con però un grande interesse per la scienza, condiviso con la moglie, con la quale spesso andava, nonostante le modeste possibilità economiche, a mostre scientifiche o al planetario.
In realtà questa passione familiare per la scienza era già iniziata con il nonno di Jerry, che aveva studiato fisica ma che, a causa del razzismo, non aveva potuto proseguire la sua carriera ed aveva così finito per lavorare in un ufficio postale.
I suoi genitori, per evitare una sorte analoga al figlio, si assicurarono che Jerry ricevesse una buona istruzione, e incoraggiarono il suo interesse per la scienza, prendendo come punto di riferimento George Washington Carver.
Nel 1952 la famiglia Lawson si trasferì nel Queens, dove Jerry frequentò due università, il Queens College e il City College, senza riuscire però a conseguire alcuna laurea.

### Carriera
Tutta la vita di Jerry Lawson è stata costellata da invenzioni e successi nel campo dei videogiochi, sin dagli anni '70.
Lawson entrò a far parte della Fairchild Semiconductor di San Francisco, all'età di 30 anni, e in questo stesso periodo nel suo garage creò un primo videogioco arcade a gettoni (terminato poi nel 1975), che chiamò Demolition Derby, che è considerato uno dei i primi videogiochi basati su microprocessore. Grazie ad esso, nello stesso anno venne nominato ingegnere capo dell'Hardware e direttore del marketing nella sezione videogiochi dell'azienda. Durante la sua permanenza alla Fairchild, Jerry Lawson conobbe e collaborò con Ron Jones: i due erano gli unici afroamericani dell'Homebrew Computer Club, che includeva altri "appassionati di computer" poi divenuti celebri, come i due fondatori della Apple: Steve Jobs e Steve Wozniak.
Nel 1976, lanciò la console da lui stesso sviluppata: la Fairchild Channel F, specificamente progettata per utilizzare cartucce di gioco interscambiabili, fino a quel momento, quasi tutte le console di prima generazione avevano la programmazione del gioco fissata nell'hardware, impossibile da rimuovere o modificare.
La seconda versione della console, chiamata  Channel F System II non riscosse il medesimo successo della Fairchild Channel F, ma l'utilizzo generale delle cartucce fu reso popolare con la console concorrente l'Atari 2600, uscita l'anno successivo.
Lawson lavorò ancora per la Fairchild fino al 1980, quando fondò una sua azienda: la Videosoft, una società di sviluppo di videogiochi, che tuttavia chiuse 5 anni dopo, quando Jerry abbandonò il progetto.

### Morte
Jerry Lawson era sposato con Catherine e aveva due figli, con cui risiedeva a Santa Clara (California). Nel 2003 contrasse il diabete, che lo portò dapprima alla perdita di una gamba, e alla cecità ad un occhio, ed infine alla morte il 9 aprile 2011, all'età di 70 anni.

## Controversie
L'idea di una console con videogiochi interscambiabili tramite cartucce, è stata di Wallace Kirschner e Lawrence Haskel, dipendenti della Alpex Computer Corporation. Quando il loro prototipo "RAVEN" venne incorporato alla Fairchild per diventare la Channel F, Laswson fu messo a capo dello sviluppo.
Le attività principali di Lawson furono lavorare al controller, e soprattutto alla conversione del cuore della console: dal Intel 8080 del prototipo al Fairchild F8. Da sua stessa ammissione, avvenuta in forma di deposizione nel processo Fairchild VS Nintendo nel 1993, Lawson confermava che l’idea di utilizzare delle cartucce intercambiabili per cambiare gioco è originaria della Alpex.